# Antheraea yamamai
Antheraea yamamai (japoneză:  (山繭(蛾)・ヤママユ(ガ) Yamamayu(ga)?)) sau molia de mătase japoneză este o specie de molie din familia Saturniidae. Este endemică din Japonia, dar a fost adusă și în Europa pentru producerea de mătase, și acum se găsește în Austria, Italia de nord-est și în Peninsula Balcanică (chiar și în România).

## Descriere
Antheraea yamamai a fost folosită Japonia pentru mai mult de 1000 de ani. Molia produce o mătase naturală albă, care nu se vopsește prea bine, dar este foarte rezistentă și elastică. Acum este foarte rară și scumpă.
Are o anvergură de 110–150 mm. Adulții zboară între lunile august și septembrie într-o singură generație (depinzând de locație).
Larvele au ca principală sursă de hrană specii de Quercus, dar au fost observate și pe Fagus sylvatica, Castanea sativa, Carpinus, Rosa și Crataegus.

## Subspecii
- Antheraea yamamai yamamai
- Antheraea yamamai bergmani Bryk, 1949
- Antheraea yamamai titan Mell, 1958
- Antheraea yamamai ussuriensis Schachbazov, 1953
- Antheraea yamamai superba Inoue, 1964 (Taiwan)